# David Depetris
David Alberto Depetris (San Jorge, Santa Fe, Argentina, 11 de noviembre de 1988) es un futbolista argentino nacionalizado eslovaco, juega de delantero en el FK AS Trenčín de la Superliga de Eslovaquia.

## Trayectoria
Primeros años
Comenzó su carrera con el club de la ciudad natal de CD San Jorge. En 2005 se incorporó a Asociación Mutual Social y Deportiva Atlético de Rafaela y tres años más tarde se trasladó a Europa, al club eslovaco AS Trenčín.
AS Trenčín
Anotó 21 goles en 30 partidos en su primera temporada en la segunda división de Eslovaquia.
Se unió AS Trenčín en enero de 2008. 
Fue el máximo goleador en temporada liga 2008-09 Eslovaca 1. temporada, anotando 21 goles, y en la liga 2010-11 Eslovaca, anotando 31 goles en 30 partidos.
Çaykur Rizespor
Después de marcar un récord de 16 goles en la primera mitad de la temporada 2012-13 en Trenčín, David Depetris firmó un contrato de tres años y medio en el mercado de invierno de 2013 con la TFF Primera División del club Çaykur Rizespor . Hizo su debut el 27 de enero de 2013 contra Adana Demirspor, cuando sustituyó a Cumali Bisi. Çaykur Rizespor perdió 1-2. Anotó un doblete en la TFF Primera División contra TKI Tavşanlı Linyitspor el 3 de febrero de 2013.
Monarcas Morelia
El 11 de julio de 2014 es presentado como nuevo jugador del Monarcas Morelia a préstamo por 1 año con opción a compra.

### Clubes
| Club                | País                | Año              | Partidos | Goles | Media |
| ------------------- | ------------------- | ---------------- | -------- | ----- | ----- |
| Atlético Rafaela    | Argentina           | 2005-2007        | 32       | 10    | 0.31  |
| AS Trenčín          | Eslovaquia          | 2007-2010        | 135      | 86    | 0.64  |
| Almere City         | Holanda             | 2010             | 10       | 2     | 0.31  |
| AS Trenčín          | Eslovaquia          | 2010-2013        |          |       |       |
| Rizespor            | Turquía             | 2013             | 20       | 7     | 0.35  |
| Sigma Olomouc       | República Checa     | 2014             | 13       | 3     | 0.23  |
| Morelia             | México              | 2014-2015        | 26       | 7     | 0.27  |
| Spartak Trnava      | Eslovaquia          | 2015-2016        | 20       | 14    | 0.7   |
| Huracán             | Argentina           | 2016             | 4        | 1     | 0.25  |
| Olimpo              | Argentina           | 2017-2018        | 22       | 4     | 0.18  |
| Sarmiento de Junin  | Argentina           | 2018             | 6        | 0     | 0,00  |
| Spartak Trnava      | Eslovaquia          | 2019             | 30       | 17    | 0.57  |
| FK AS Trenčín       | Eslovaquia          | 2019-            | 3        | 1     | 0.33  |
| Total en su carrera | Total en su carrera | 2006 en adelante | 282      | 134   | 0.47  |

## Selección nacional
Pasó cinco años en Eslovaquia, por lo tanto calificado para recibir la ciudadanía, que le fue concedida el 21 de marzo de 2013 y desde entonces es elegible para representar a la selección nacional de ese país. Ha disputado tres partidos internacionales.

## Palmarés

### Campeonatos nacionales
| Título             | Club           | Sede            | Año     |
| ------------------ | -------------- | --------------- | ------- |
| 2. Liga            | Trenčín        | Dunajská Streda | 2010/11 |
| Copa de Eslovaquia | Spartak Trnava | Nitra           | 2018/19 |